# Hogna vachoni
Hogna vachoni là một loài nhện trong họ Lycosidae.
Loài này thuộc chi Hogna. Hogna vachoni được Lodovico di Caporiacco miêu tả năm 1954.